# Kostel svatého Petra a Pavla (Kadaň)
Kostel svatého Petra a Pavla církve československé husitské stojí v Kadani v okrese Chomutov. Cihlový, někdy také zvaný červený, kostel patří k nejmladším sakrálním památkám města Kadaň.
Kazatelská stanice augšpurského sboru Chomutov vznikla v Kadani roku 1899. Kostel byl postaven roku 1903 v tehdy módním novogotickém (pseudogotickém) slohu z popudu německé evangelické církve augšpurského vyznání a byl původně vysvěcen ke slávě Nejsvětějšího Salvátora, tímto názvem se původně kostel i označoval. Kostel se nachází severně od historického jádra města, v tehdejší vilové čtvrti, v dnešní Dvořákově ulici. Po odsunu Němců v roce 1945 byl kostel přidělen Československé církvi husitské. V době výstavby kostela byl současně vysazen také dub, který se v jeho blízkosti nachází dodnes a je chráněn jako památný strom.
Kostel se vyznačuje červenými režnými cihlami a mohutnou východní věží, u které bylo později zřízeno kolumbárium. V současné době se v kostele konají pravidelné nedělní bohoslužby.